# Kay Burley

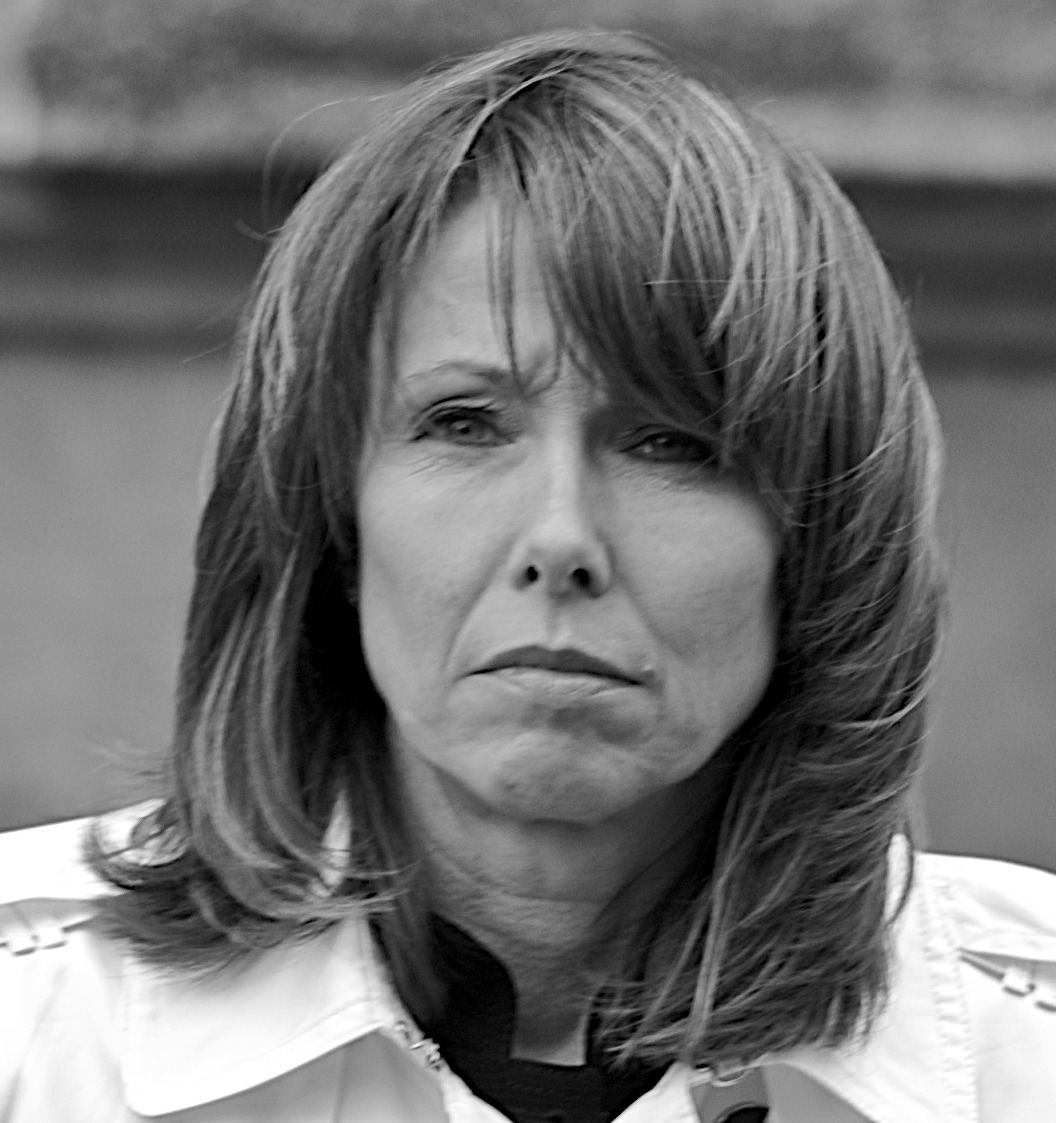
Kay Burley 2009.

Kay Burley, född 17 december 1960 i Wigan i Greater Manchester, är en brittisk nyhetsläsare, reporter och journalist som jobbar på nyhetskanalen Sky News sedan 1988. 
Burley föddes i en romersk-katolsk familj. Hon jobbade för tidningen Wigan Evening Post i sin hemstad vid sjutton års ålder.  Burley jobbade på BBC:s lokalradio och tv, bland annat på Tyne Tees Television, innan hon började jobba med det nationella programmet TV-am år 1985 som reporter och nyhetsuppläsare.
Burley rekryterades av Andrew Neill till Sky Television, som lanserades i november 1988, där hennes första jobb var som programledare för dokumentären The Satellite Revolution. Hon flyttade sedan över till Skys nyhetskanal Sky News när den lanserades 1988, där hon blandar jobbet som reporter med jobbet som nyhetsläsare. Bland annat har hon rapporterat från Prinsessan Dianas död 1997, under flodvågskatastrofen 2004, år 2005 ledde hon bevakningen runt valet i Storbritannien, och även det kungliga bröllopet mellan prins Charles och Camilla Parker Bowles. 2013 ledde hon bevakningen av födelsen av prins George av Cambridge. Burley är också känd för att vara nyhetsläsare för den första sändningen på julaftons morgon på Sky News. 
Burley är också författare. Hon släppte sin första bok vid namn First Ladies,  den 12 maj 2011.